# Obi Raaijmaakers
Obi Raaijmaakers (Schiedam, 28 februari 2000) is een Nederlandse radio-dj. Hij verwierf bekendheid als presentator van radioprogramma's op NPO 3FM.

## Carrière
Raaijmaakers begon zijn radiocarrière bij de lokale omroep Schie FM. Daar maakte hij elke werkdag van 6.00 tot 9.00 de ochtendshow Opstaan met Obi samen met co-host Nicky van Dorp. 
In oktober 2018 begon hij bij de NPO, op NPO KX. Op 1 april 2020 maakt hij zijn debuut op de landelijke radio met het nachtprogramma Obi.
Per juni 2022 is Raaijmaakers, namens AVROTROS, in het weekeinde tussen 09:00 en 12:00 uur te horen op NPO 3FM als vervanging van de in de programmering verschoven Sophie Hijlkema. 
Per eind oktober 2022 is programmering van 3FM wederom veranderd en presenteert Raaijmaakers namens NTR het nachtprogramma Obi.
Sinds september 2023 presenteert hij het programma Radar op StuBru, samen met Michèle Cuvelier.
In de programmering van 2025 kreeg Raaijmaakers weer een programma overdag. Hij neemt de ochtendshow in het weekend voor zijn rekening, op zaterdag tussen 07:00 en 10:00 uur.